# Hôpital Bichat-Claude-Bernard

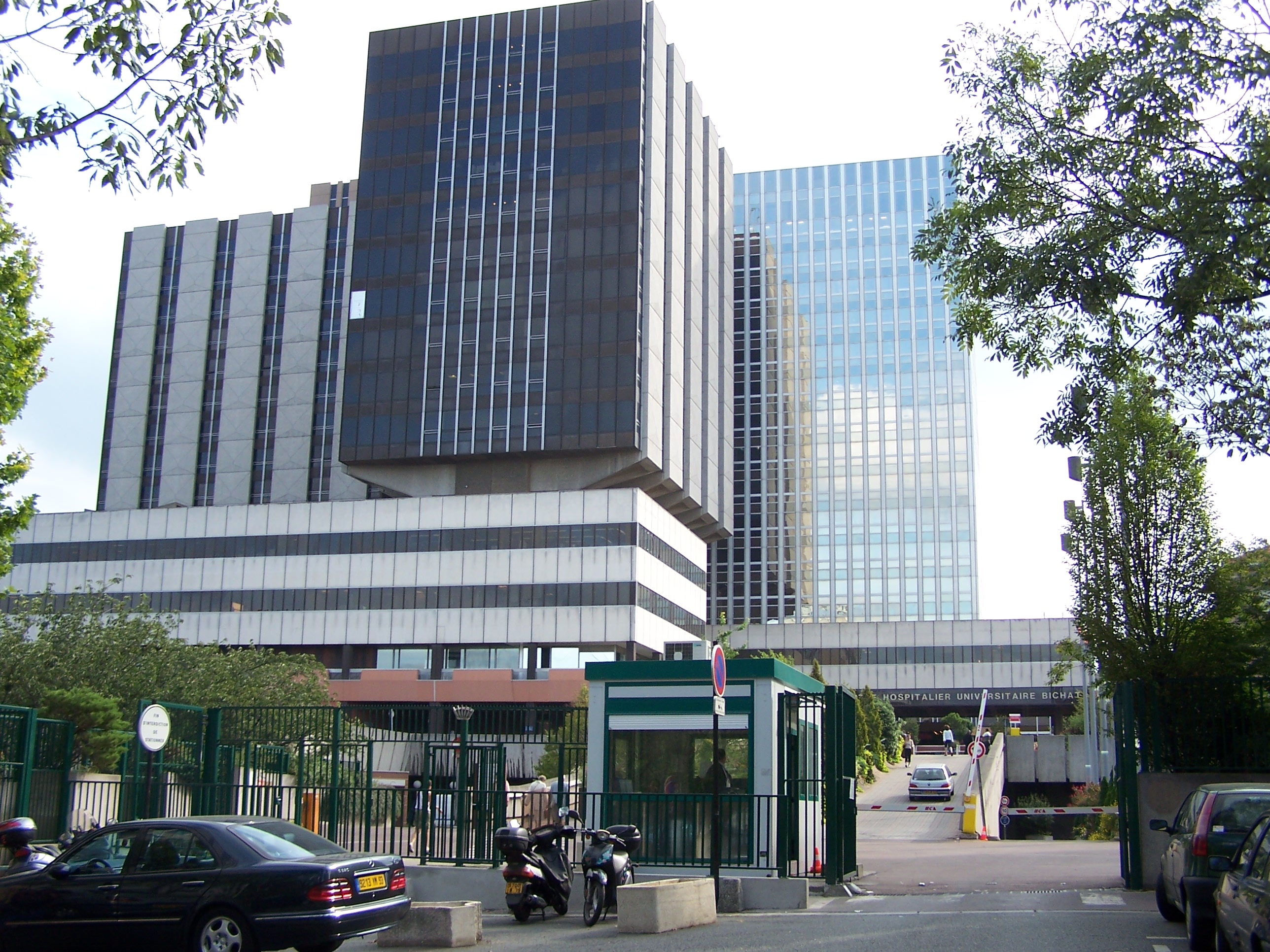
Hôpital Bichat-Claude-Bernard

Das Hôpital Bichat-Claude-Bernard befindet sich im 18. Arrondissement von Paris, Frankreich, und wird von Assistance publique – Hôpitaux de Paris betrieben. Es wurde 1881 als l’Hôpital Bichat (nach Xavier Bichat) gegründet und umfasste die Einheiten des nahe gelegenen Hôpital Claude-Bernard nach dessen Abriss im Jahr 1970. Das Bichat-Claude-Bernard-Hospital ist auch ein Lehrkrankenhaus der Université Paris Cité.